# Brittany Starling
Brittany Celia Nicole Starling, née le 26 janvier 1994 à Sumter en Caroline du Sud, est une joueuse camerounaise de basket-ball évoluant au poste d'ailier fort.

## Biographie
Brittany Starling est née le 26  janvier 1994 à Sumter aux Etasts-Unis de Ernest Starling et Shirley Starling. Elle est naturalisée camerounaise en 2016. Elle participe avec l'équipe du Cameroun au tournoi préolympique de basket-ball féminin 2016.
Elle évolue en club au Castors Braine en Belgique.